# 沈祖緜
沈瓞民 (1878—1969年)，名祖緜，字瓞民、迪民，浙江錢塘人，中國近代革命家、國學家、玄學家。

## 生平
沈祖緜幼年從父學習周易玄空，兼修英文、日文。隨後進浙江大學堂就學，結識蔡元培、黃炎培等。1897年，進日本早稻田大學。戊戌變法時期，回上海辨私塾，同時宣揚救國思想，為清廷通緝，再逃亡日本，重進早稻田大學。同時期亦結識了孫中山、陶成章、蔡鍔、章太炎等人，加入反清鬥爭。同期間，與陶成章等人籌組光復會。他在東京弘文院時亦與魯迅有同窗、同室之誼。
1904年，奉光復會命令，赴長沙任明德學校教習，與黃興的華興會進行聯繫，共籌起義。武昌起義後，沈在同盟會、光復會的組織下，參加攻打上海製造局之役，首先攻入製造局，奪取大批軍械，成了起義頭功。後民國建立，參加了二次革命，曾被補，為光復會同人救出。袁世凱死後，沈祖緜回國，先後去山東、山西、江西勘察煤礦工作。其後執教滬上，1923年定居蘇州，著述講學。1939年，抗戰期間，因避日偽脅迫，寄寓上海友人家堅持到抗戰勝利。此後，在上海與馬敘倫、王紹鏊諸友，積極參與民主活動。沈氏亦曾在原新四軍有關組織開辦的長江商行任董事。
1949年，中華人民共和國成立後，毛澤東和周恩來亦有諮詢沈祖緜有關民主黨派的數量。沈氏先後擔任江蘇省和蘇州市政協委員。由於沈氏精研易學，亦被聘任中國科學院歷史研究所特約研究員。
1969年逝世，享年91歲。
沈祖緜父親沈竹礽，乃清末著名玄學研究者、玄空風水大師。
沈氏育有長子沈延邦(後改名沈延國)、長女沈延平、次子沈延發、幼子沈延春。

## 軼事
民國時期，中國共產黨正式成立，最初象徵革命的五角紅星由沈祖緜學生葉天底於1924年設計，並經他採納建議使用，作為革命象徵。